# Локомотивный скоростемер

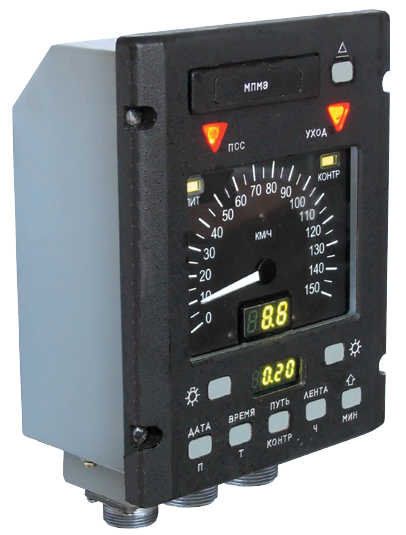
Блок управления комплекса КПД-3ПВ (электронного скоростемера)

Локомотивный скоростемер — прибор для измерения, регистрации и сигнализации параметров (скорость, время, расстояние и так далее) движения поезда.

## История скоростемеров

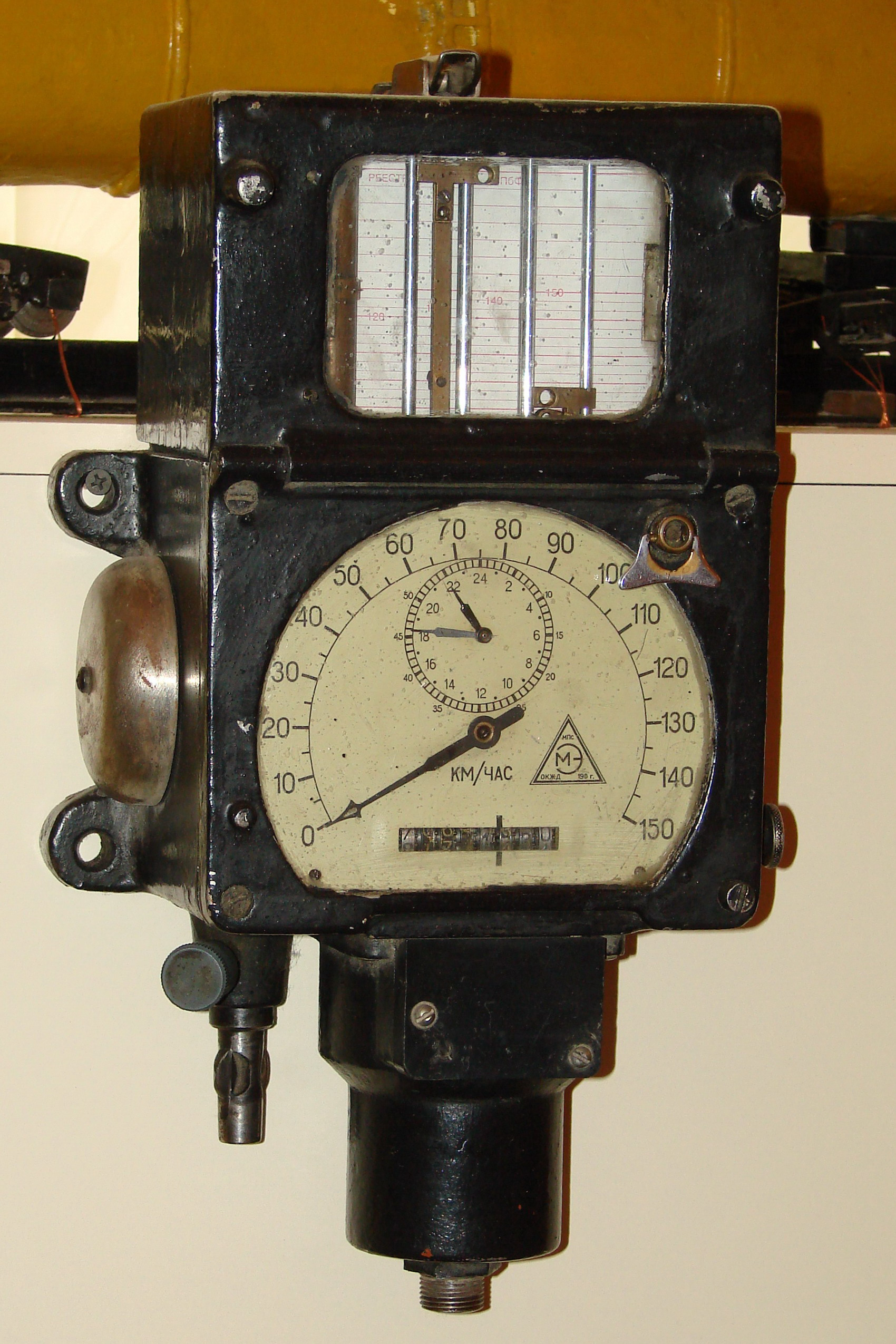
Локомотивный скоростемер СЛ-2

Первые локомотивные самописцы в Российской империи появились ещё в XIX веке. В 1879 году электромеханик О. И. Графтио (отец Г. О. Графтио) совместно с инженером В. Д. Зальманом изобрёл и построил прибор для измерения и записи скорости движения паровоза. Данный прибор (Контрольный самопишущий аппарат Графтио-Зальмана) представлял собой ящик, внутри которого вращался круг (с приводом от осей паровоза), на котором механический самописец фиксировал показание скорости на каждый момент времени.
В 30—40 гг. XX века на железных дорогах СССР стал внедряться скоростемер системы Гаузгельтера, получивший обозначение СЛ-2. Запись ведётся латунными писцами на бумажной ленте шириной 79,5 мм, покрытой сернокислым барием.
С распространением автоматической локомотивной сигнализации потребовалось регистрировать параметры её работы и скоростемер был доработан установкой четырёх электромагнитов с писцами. Внешне такой скоростемер отличается высотой корпуса и первоначально имел обозначение СЛ-2М (модернизированный), позже дополненное до 3СЛ-2М, где цифра «3» означает «показывающий, сигнализирующий и регистрирующий».
С 90-х гг. XX века на железных дорогах России 3СЛ-2М вытеснялся комплексом КПД-3 с похожим форматом записи на ленту, но запись ведётся выжиганием точек двумя электрическими дугами на металлизированной ленте, а режимов протяжки ленты два: поездной (на 0,5 мм каждые 100 м пути, скорость одинаковая с 3СЛ-2М) и маневровый (на 0,5 мм каждые 50 м пути). Затем появились КПД-3П, КЛУБ и КЛУБ-У с записью на электронные носители, а на Украинских железных дорогах — АЛС-МУ.

## Скоростемер 3СЛ-2М
Локомотивный скоростемер 3СЛ-2М предназначен для выполнения следующих функций:
- отображение скорости движения, суточного времени и пройденного пути;
- регистрации скорости движения, времени движения и стоянок, пройденного пути, направления движения, давления воздуха в тормозной системе, огней локомотивного светофора, наличия напряжения питания на катушке ЭПК, состояния системы автоматического управления торможением (при наличии);
- сигнализации (для системы АЛСН) о достижении контролируемых скоростей.

### Скоростемерная лента
Для регистрации параметров движения используется бумажная лента шириной 79,5 мм, покрытая сернокислым барием. На ленту типографским способом наносятся линии и цифры, используемые при расшифровке. Лента разделена на два поля — поле скорости (между нижними и средними километровыми наколами) и поле времени (между средними и верхними километровыми наколами). В каждом из этих полей нанесены линии, обозначающие минимальное, максимальное и промежуточные значения. На поле скорости регистрируется значение скорости, тормозного давления и направление движения, на поле времени — получасовые интервалы времени, часовые наколы, огни локомотивного светофора (желтый, красно-желтый, красный), питание катушки ЭПК, состояние САУТ.

Из-за конструктивных особенностей скоростемера только писец скорости и писец времени находятся на одной линии, остальные писцы сдвинуты относительно их линии: ЭЖ, САУТ — на 27 мм влево, ЭК, ЭКЖ, ТД, НД — на 20 мм вправо, ЭЭ — на 42,5 мм вправо.

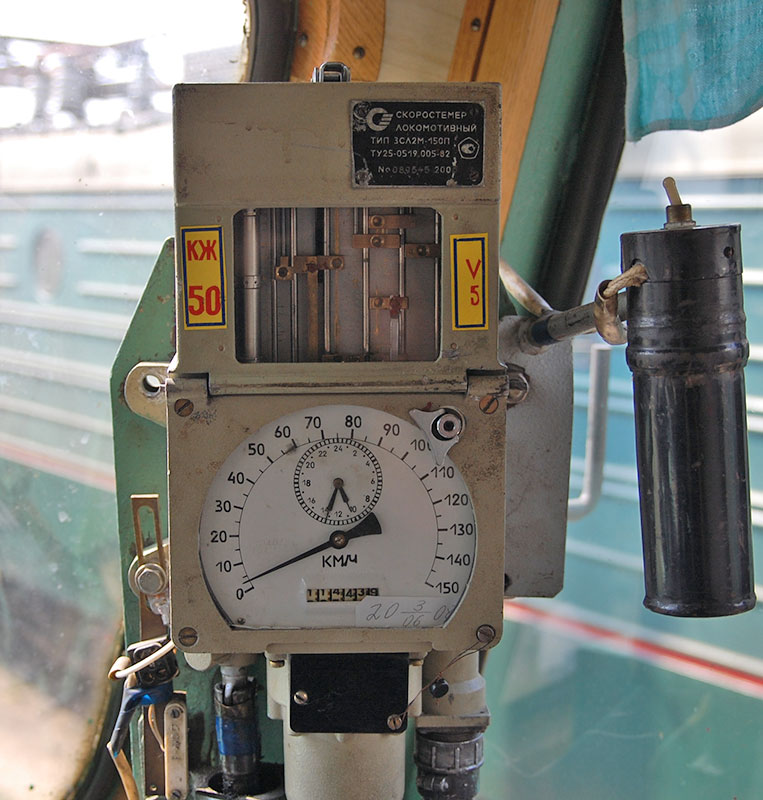
Локомотивный скоростемер СЛ-2М (3СЛ-2М)

### Лентопротяжный механизм
Лентопротяжный механизм скоростемера приводится в движение от колёсной пары локомотива через редуктор и валик привода прибора, выходящий из корпуса слева внизу. Три ряда игл на лентопротяжном валике предназначены для протягивания ленты, кроме того, наколы от них показывают пройденный путь. Расстояние между наколами 5,0 мм, что соответствует 1 км пройденного пути. Скорость протяжки ленты пропорциональна скорости движения локомотива. Лента наматывается на ведущую катушку, вращаемую от лентопротяжного валика через зубчатые колёса и фрикционное устройство, которое обеспечивает постоянное натяжение скоростемерной ленты. Пластина регистратора, выполненная из упругой латуни и хромированная, служит для фиксации положения ленты при давлении на неё пишущих узлов писцов. Кроме того, усилием, с которым  эта пластина прижимается к игольчатому валику, обеспечивается постоянство длины протяжки ленты — на каждые 20 наколов — 100 мм. Это имеет важное значение при расшифровке показаний скоростемерной ленты, поскольку шаблоны расшифровки выполнены с соблюдением этого условия. Для ручной протяжки ленты при заправке в прибор игольчатый валик вращается вручную. Эту возможность обеспечивает храповой механизм, через который валик соединён с системой шестерен прибора.
Реверсивный механизм обеспечивает работу скоростемера вне зависимости от направления движения поезда. Он смонтирован на валике привода прибора и представляет собой две конических шестерни — одну выше, другую ниже конической шестерни собственно механизма и два встречно направленных храповых механизма, смонтированных каждый на своём фланце валика привода и сцепленных каждый со своей шестернёй.

### Механизм измерения скорости

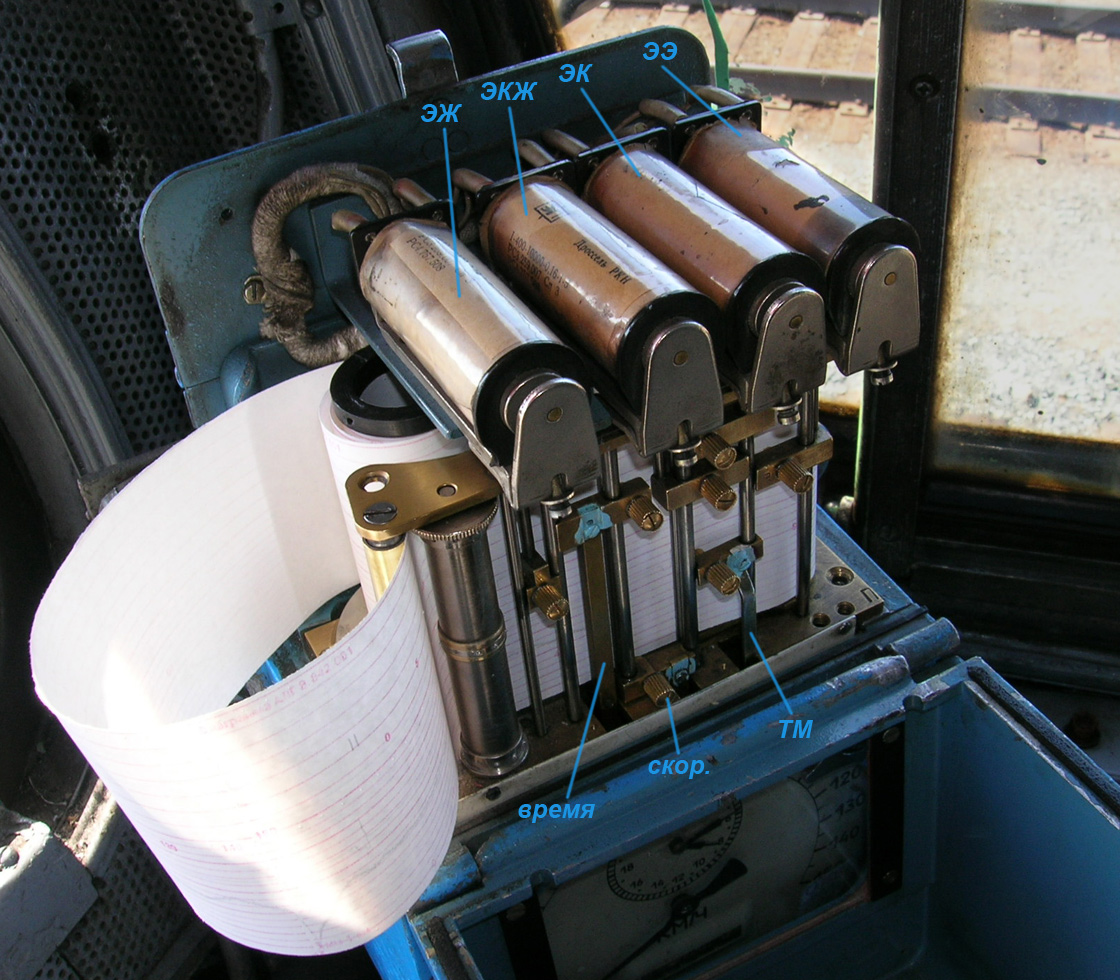
Регистрирующее устройство скоростемера 3СЛ-2М

Механизм измерения скорости приводится от одного вала с лентопротяжным механизмом, от него же подзаводится специальный часовой механизм (часовой ход) узла измерения скорости (к часам скоростемера отношения не имеет), звук работы которого хорошо слышен при движении. От часового хода с постоянной скоростью поворачивается вертикально установленный валик с продольными пазами, в пазах которого укреплены три стальных зубчатых сегмента, могущие свободно ходить в пазах. По цилиндрической поверхности сегментов прорезаны мелкие кольцевые канавки, в профиль похожие на треугольнички. Сбоку к сегментам прижимается зубчатый ролик с такими же канавками, похожими на ответную часть резьбы. Ролик приводится во вращение от колёсной пары через систему шестерен в скоростемере, и вращаясь, поднимает сегмент, с которым он находится в зацеплении. Получается что-то похожее на пару «шестерёнка — зубчатая рейка». В каждый момент времени один из сегментов поднимается вращающимся роликом, второй зафиксирован в положении, до которого был поднят, специальным фиксирующим роликом, также имеющим резьбу и перекатывающимся по образованной тремя сегментами зубчатой цилиндрической поверхности, а третий, расцепившись, падает вниз, в исходное положение. Фиксирующий ролик позволяет стрелке указателя скорости устойчиво, без провалов вниз показывать текущую скорость движения.
Чем больше скорость — тем выше сегмент успевает подняться за время нахождения в зацеплении с колесом (пока вал не повернулся и не ввёл зацепление с колесом следующий сегмент). Над сегментами стоит зубчатая рейка с шарикоподшипниками, приводящая стрелку скоростемера и писец скорости. Сегмент, вышедший из зацепления с колесом, под собственным весом и давлением шарикоподшипника падает вниз и цикл измерения скорости повторяется с другим сегментом.
Имеются исполнения скоростемера на максимальную скорость 150 км/ч и 220 км/ч, соответствующая градуировка наносится на скоростемерную ленту.

Направление движения регистрируется писцом, находящимся у линии нулевой скорости. При движении вперёд он прочерчивает тонкую линию, при движении задним ходом этот писец через специальный рычаг в механизме прибора приводится реверсивным механизмом в движение и прочерчивает вертикальные линии у нулевой линии скорости. Поскольку это происходит часто, на скоростемерной ленте появляется одна толстая линия в районе между нулевой и линией 10 км/ч.

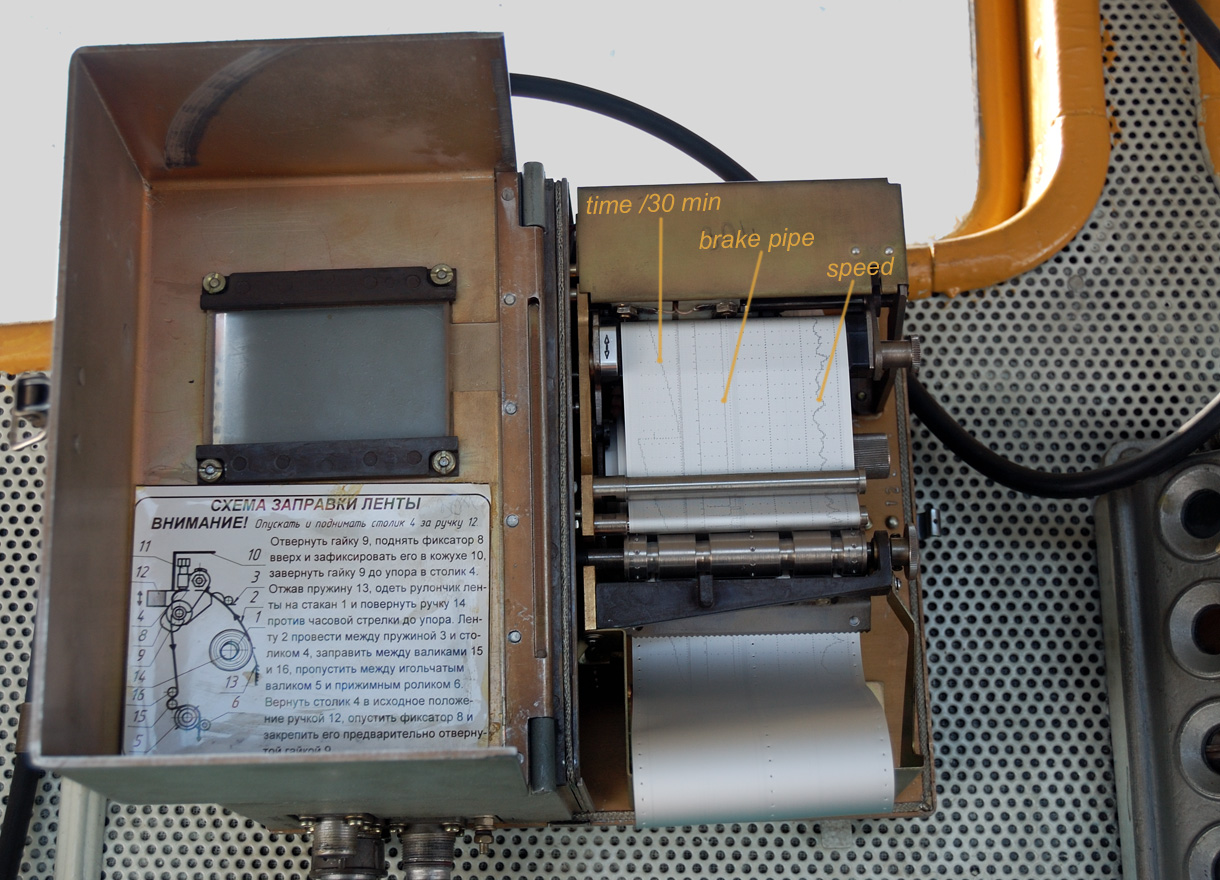
Регистратор БР-2 комплекса КПД-3В

### Отображение и регистрация времени
Специальные часы скоростемера, небольшой 24-часовой циферблат которых установлен на основном циферблате скорости, в течение получаса плавно поднимают минутный писец. По истечении 29-30й и 59-60й минуты писец времени падает прочерчивая вертикальную линию, и снова начинается запись следующего отрезка времени. По истечение 1 часа ± 1 минута дополнительно отмечается проколом ленты. Игла, делающая часовые проколы, поднимается до верхней точки за 24 часа. Завод часов и перевод стрелок осуществляются ключом, который виден справа вверху у застеклённого полукруглого окошка циферблата в районе цифр 100—110 км/ч. Ключ всегда вращается по часовой стрелке. Для перевода часов необходимо немного вытянуть ключ из корпуса. После установки времени он возвращается назад под действием возвратной пружины. Полный завод обеспечивает ход в течение 36 часов.

### Регистрация тормозного давления
Локомотивным скоростемером регистрируется давление в тормозной магистрали или в тормозных цилиндрах, при наличии системы электропневматического торможения. Давление сжатого воздуха подводится в скоростемер, установленный в нём металлический сильфон двигает писец давления. Используются сильфоны на максимальное давление 6 кгс/см2 и 8 кгс/см2.

### Устройство записи параметров АЛСН
Для записи параметров АЛСН используются четыре электромагнита с приводом к соответствующим писцам. Электромагниты возбуждаются и опускают писцы на 2—2,8 мм при появлении на локомотивном светофоре жёлтого, красно-желтого, красного огня и возбуждении катушки ЭПК автостопа. При проверках бдительности, когда катушка ЭПК теряет питание и раздаётся свисток, писец поднимается до восстановления питания рукояткой бдительности и на ленте видна длительность проверки.
Для регистрации состояния системы САУТ скоростемеры оборудуются дополнительным пятым электромагнитом с писцом.

## Скоростемеры серии КПД-3

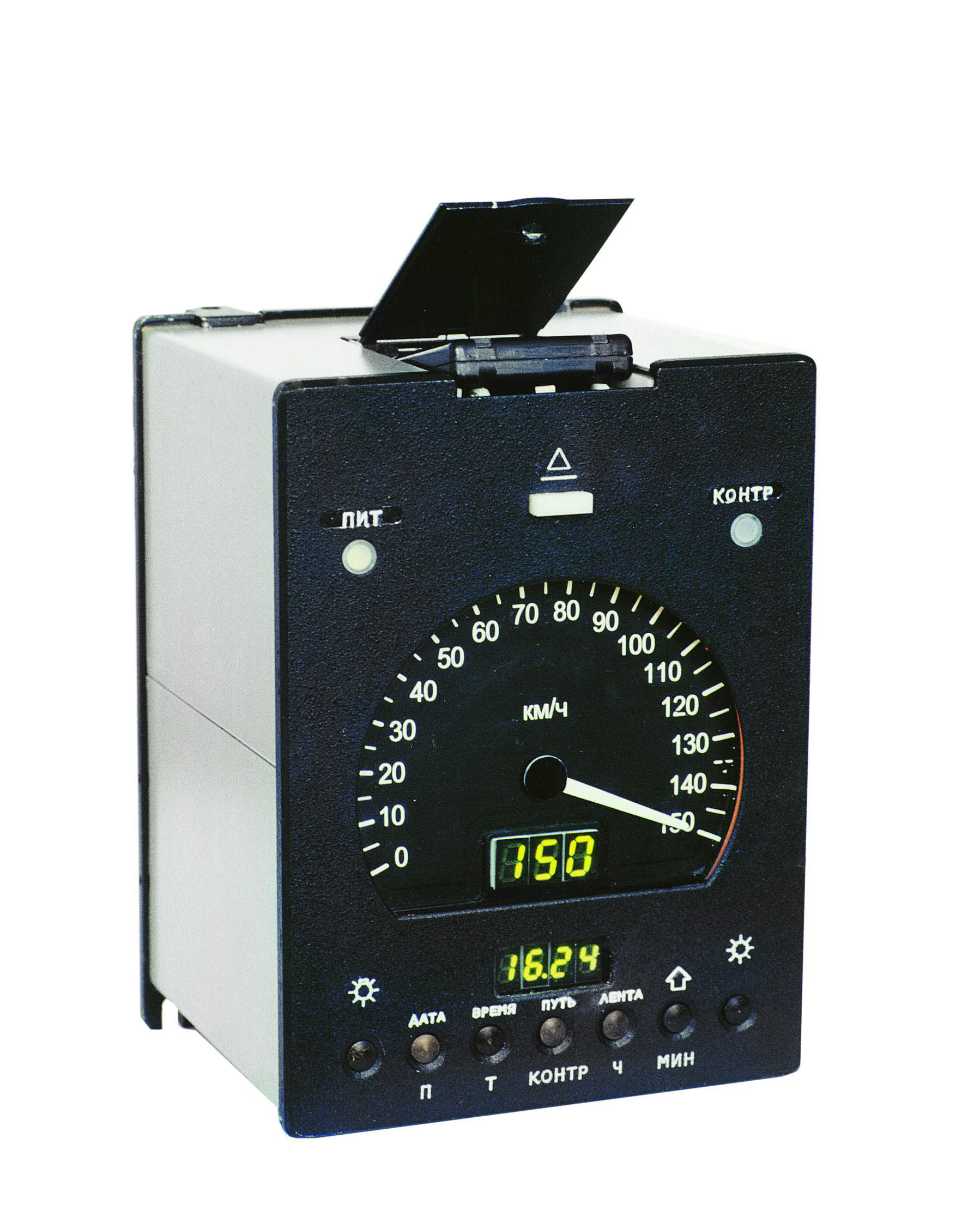
Блок управления электронного скоростемера серии КПД-3

Скоростемер КПД-3 стал первым отечественным микропроцессорным контрольно-измерительным устройством для тягового подвижного состава.
КПД-3 заменил механический скоростемер 3СЛ, обеспечив более высокую точность измерений и достоверность при расшифровке поездной информации:
- погрешность 3СЛ2М до 12 км/ч;
- погрешность КПД-3 не более ±1 км/ч.

Регистрация скоростемерной информации в КПД-3 производится:
- на бумажную (пластиковую) ленту;
- в электронный съемный модуль памяти;
- в электронный блок регистрации информации защищенный (БРИЗ), действующий как «черный ящик».

Расшифровка данных с модуля памяти после поездки проводится автоматически в специальной компьютерной программе ЭМ-Эксперт, которая подробно отображает данные о состоянии тормозной системы, сигналах светофора, скорости, времени и других параметрах поездки.

### Функции скоростемера КПД-3
Основной функцией скоростемера по прежнему остается измерение, индикация и регистрация скорости, пройденного пути, времени, тормозного давления и параметров АЛС.
Дополнительно КПД-3 измеряет величину ускорения (замедления) движения локомотива, что обеспечивает повышение безопасности движения и ресурсосбережение: машинист может оперативно применять режимы торможения и тяги при управлении поездом на пути с любой сложностью профиля, контролировать трогание с места без опасности разрыва состава, оперативно проверять эффективность тормозов.
Последняя модель КПД-3В позволяет регистрировать и впоследствии анализировать расход электроэнергии на локомотиве по трем каналам (например, на тягу, рекуперацию и на отопление вагонов).
КПД-3В также контролирует плотность тормозной магистрали.

## Скоростемеры КПД-3П
В 2004 году начался выпуск последних модификаций скоростемера КПД-3П (комплексы серии КПД-3ПА, КПД-3ПВ и КПД-3ПС).
Скоростемеры серии КПД-3П предназначены для использования на локомотиве при маневровой работе, на малодеятельных участках, в пригородном движении, а также на промышленных предприятиях.
Запись скоростемерной информации производится в электронный съемный модуль памяти для послерейсовой автоматизированной расшифровки.
Каждый следующий вид скоростемера серии КПД-3П дополняется новыми функциями.

### Функции скоростемера КПД-3ПА
Скоростемеры КПД-3ПА используются для локомотивов промышленных предприятий, а также для дооснащения подвижного состава, выходящего на ж/д пути общего пользования. КПД-3ПА выполняет функции:
- измерение, индикацию и регистрацию скорости, ускорения, пройденного пути, времени, давления и другой скоростемерной информации;
- сигнализацию превышения контролируемых скоростей;
- выдачу сигналов для управления гребнесмазывателем и песочницей.

### Дополнительные функции КПД-3ПВ

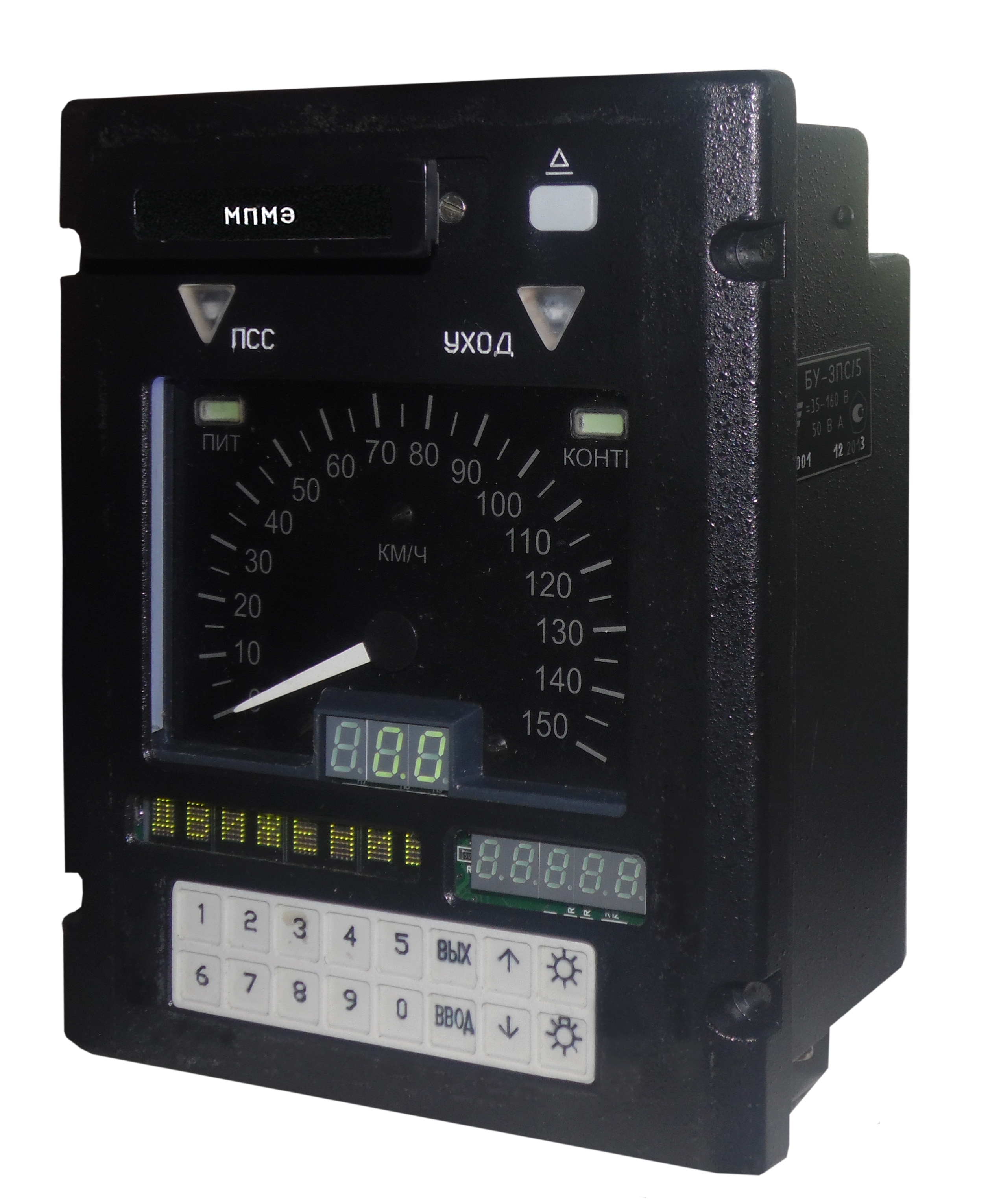
Блок управления комплекса КПД-3ПС. Комплекс включает в себя функции определения местоположения локомотива и измерения расхода топлива

Скоростемеры КПД-3ПВ используются для оснащения ж/д транспорта «с нуля» согласно требованиям нормативных документов и дополнительно выполняют:
- предварительную световую сигнализацию при периодической проверке бдительности с реализацией алгоритма с "верхней" рукояткой бдительности;
- контроль самопроизвольного ухода локомотива;
- контроль несанкционированного отключения электропневматического клапана (ЭПК) ключом ЭПК[2].

### Дополнительные функции КПД-3ПС
Скоростемер КПД-3ПС используется на тепловозах и специальном самоходном подвижном составе (ССПС) промышленных предприятий, выполняет функции КПД-3ПА и КПД-3ПВ, а также дополнительно осуществляет:
- измерение температуры и плотности топлива в баке локомотива;
- определение расхода топлива в литрах и килограммах за любой промежуток времени;
- определение местоположения локомотива по системам спутниковой навигации ГЛОНАСС и GPS;
- передачу данных о текущих географических координатах локомотива и другой поездной информации на сервер пользователя;
- получение команд управления с сервера пользователя[3].

Все локомотивные скоростемеры с 1981 года производятся на заводе ПАО «Электромеханика» города Пенза.